# Tarkahasú nektármadár
A tarkahasú nektármadár (Anthreptes anchietae) a madarak (Aves) osztályának a verébalakúak (Passeriformes) rendjébe, ezen belül a nektármadárfélék (Nectariniidae) családjába tartozó faj.

## Rendszerezése
A fajt José Vicente Barbosa du Bocage portugál zoológus és politikus írta le 1878-ban, a Nectarinia nembe Nectarinia anchietae néven.

## Előfordulása
Angola, a Kongói Demokratikus Köztársaság, Malawi, Mozambik, Tanzánia és Zambia területén honos. Természetes élőhelyei a szubtrópusi és trópusi száraz szavannák. Állandó, nem vonuló faj.

## Megjelenése
Testhossza 12 centiméter.

## Természetvédelmi helyzete
Az elterjedési területe nagyon nagy, egyedszám pedig stabil. A Természetvédelmi Világszövetség Vörös listáján nem fenyegetett fajként szerepel.